# Franz Füeg

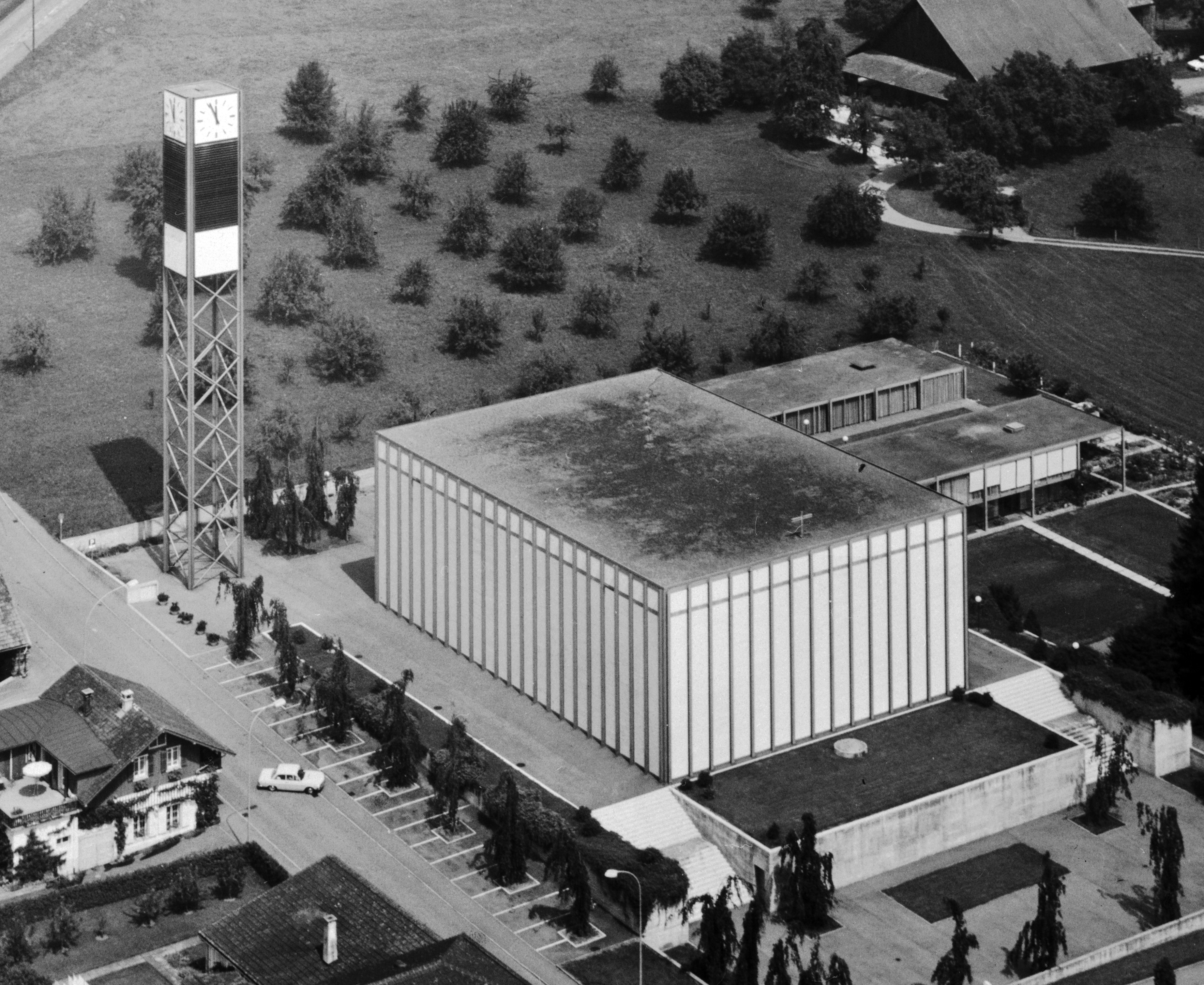
Katholische Piuskirche in Meggen, 1960–1966 (Luftbild 1971)

Franz Füeg (* 31. Oktober 1921 in Solothurn; † 24. November 2019 in Zürich) war ein Schweizer Architekt und Numismatiker. Er war Professor in Lausanne und gilt als einer der wichtigsten Vertreter der Nachkriegsmoderne in der Schweiz. Er wird sowohl der Solothurner Schule (mit Alfons Barth, Hans Zaugg, Fritz Haller und Max Schlup) als auch der Zürcher Gruppe (mit Werner Frey, Jacques Schader, Jakob Zweifel) zugeordnet.

## Leben
Der Sohn eines Kunstschreiners mit eigener Firma arbeitete nach einer Hochbauzeichnerlehre in seiner Heimatstadt ab 1940 dort bei Hans Bracher, anschliessend bei Robert Winkler in Zürich. Nach dem Zweiten Weltkrieg zog es ihn nach Holland, er arbeitete 1948 bis 1949 in Rotterdam bei den Brüdern Evert und Herman Kraaijvanger, wo er im Verlauf der zwei Jahre innerhalb des Büros zum Chefarchitekten aufstieg. Der Aufenthalt in der kriegszerstörten Stadt in einem grossen Büro von sechzig Mitarbeitern, das sich völlig anderen Aufgaben gegenübersah, als das in der vom Krieg verschonten Schweiz der Fall war, war für Füeg eine prägende Erfahrung. Damals lernte er bei regelmässigen Treffen auch die bedeutenden Architekten der holländischen Moderne kennen, wie Gerrit Rietveld, Cornelis van Eesteren, Jacob Berend Bakema, Johannes Hendrik van den Broek und Huig Aart Maaskant. Nach seiner Rückkehr in die Schweiz hatte er eine Anstellung bei Studer und Stäuble in Solothurn. Dort konnte er 1953, gemeinsam mit Gérard Staub, sein eigenes Büro eröffnen, das bald recht erfolgreich war, im Vergleich mit anderen der Solothurner Schule zugerechneten Architekten. 1975 zog er sein Büro nach Zürich um und führte es dann in den achtziger Jahren gemeinsam mit Melchior Wyss.
1958 bis 1961 war Füeg Redaktor der Fachzeitschrift Bauen + Wohnen. Nach verschiedenen Gastprofessuren in den sechziger Jahren war er von 1971 bis zu seiner Emeritierung 1987 Professor an der EPF Lausanne. Bereits 1955 wurde er in den Schweizerischen Werkbund berufen, seit 1958 war er Mitglied des Bundes Schweizer Architekten und zudem eines von etwa hundert Ehrenmitgliedern des Bundes Deutscher Architekten. Als Autor hat Franz Füeg einige architekturtheoretische und standesethische Werke verfasst. 2006 verlieh ihm die ETH Zürich die Ehrendoktorwürde.
Neben seiner beruflichen Tätigkeit beschäftigte sich Franz Füeg auf hohem Niveau mit Münzen. Er war ein profunder Kenner der byzantinischen Numismatik; für sein Korpuswerk der Münzstempel von 713 bis 976 erhielt er den Prix Duchalais der Pariser Académie des inscriptions et belles-lettres. 2019 übergab er seine numismatische Arbeitsbibliothek dem Münzkabinett Winterthur.

## Werk
Mit dem 1955 fertiggestellten, klar gegliederten Haus Aerny wurde Füeg 1958 als neues Mitglied des BSA vorgestellt. 1956 entstand das Haus Leicht für einen Musiker und 1962 das Haus Portmann in Hessigkofen. Mit der Metallbauwerkstatt Dreier, die in zahlreichen Publikationen erschien, entstand ein modularer Industriebau. In den ersten Jahren seiner Selbständigkeit beteiligte er sich erfolgreich an zahlreichen Schul- und Kirchenbauwettbewerben, von denen letztlich aber nur zwei realisiert wurden. Der Schulbau war die Primarschule in Kleinlützel von 1960, bei dem er vorgefertigte Fassadenelemente für die Klassenzimmer einsetzte.

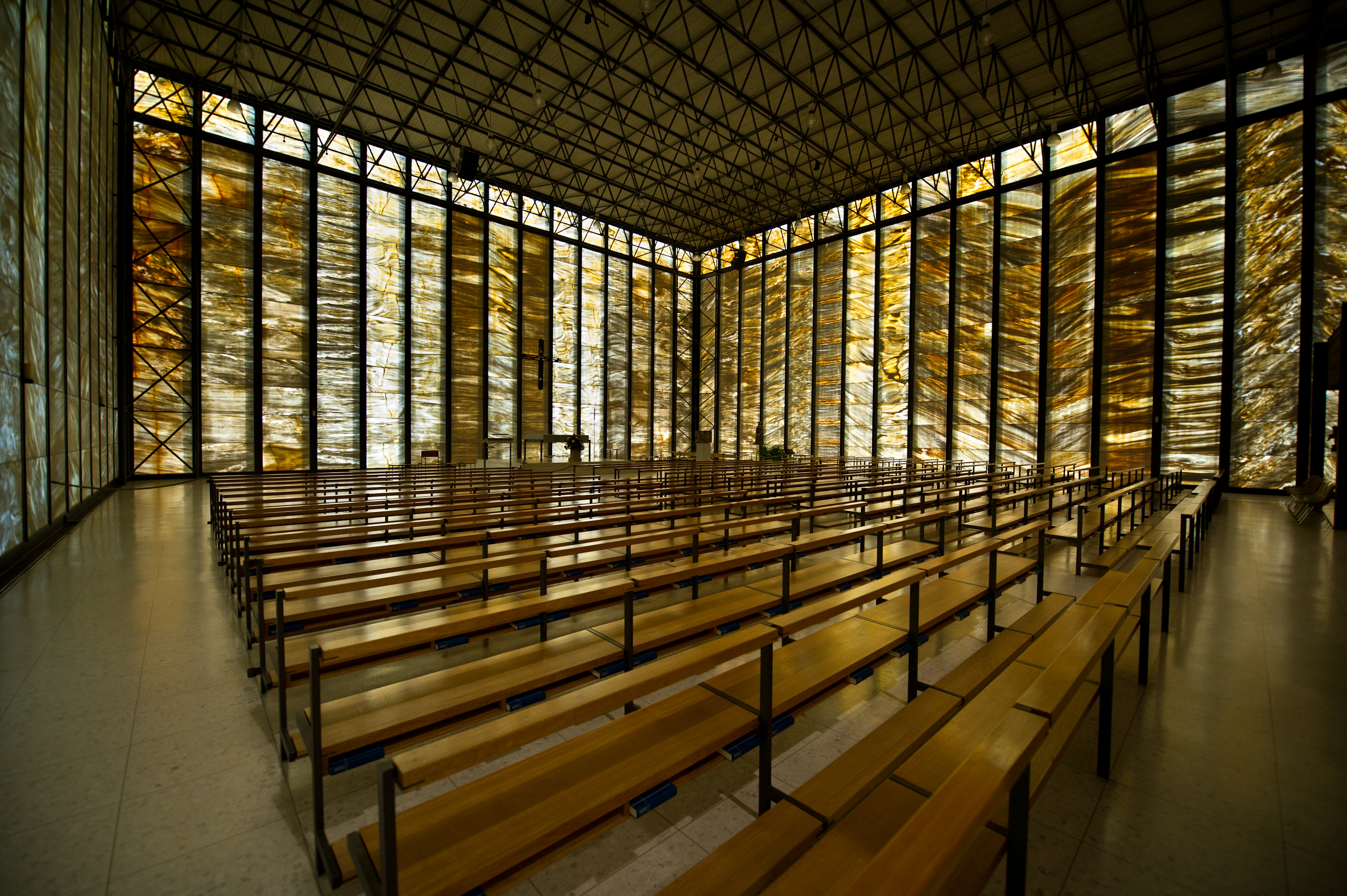
Innenraum der Piuskirche in Meggen, 1960–1966 (Foto 2011)

Sein Hauptwerk ist zweifellos die 1966 erbaute Katholische Piuskirche in der Schlösslistrasse in Meggen, über die mehrere Monographien vorliegen. Auf einer prominenten Terrasse oberhalb des Vierwaldstätter Sees «… steht ein strenger Kubus, dessen Wände aus einer Haut von lichtdurchlässigem Marmor bestehen. Tags leuchtet die Wand nach innen, nachts nach aussen, einmal Schrein, einmal Laterne …» Franz Füeg bemerkte zur Gestalt der Piuskirche: «Das Handeln des Architekten wird von kulturellen Einflüssen gesteuert. So beeinflusste die Kathedrale in meiner Heimatstadt unbewusst die Kirche in Meggen in vielen typischen Einzelheiten.».
Bis 1968 entstand gemeinsam mit Jean Pythoud das Naturwissenschaftliche Institut der Universität Freiburg.

## Werke

### Wichtige Bauten und Projekte
- Dornacherhof, Wohn- und Geschäftshaus, Solothurn, 1949–51
- Haus Aerny, Feldbrunnen, 1953–55
- Haus einer Musikerfamilie, Solothurn, 1955–56
- Schulhaus, Kleinlützel, 1957–60
- Metallbauwerkstatt Dreier, Kleinlützel, 1958
- Haus Portmann, Hessigkofen, 1962–64
- Piuskirche, Meggen, 1960–66
- Naturwissenschaftliche Institute, zwei Gebäude der Universität Freiburg, 1960–68, mit Jean Pythoud
- Katholisches Pfarreizentrum, Lengnau, 1972–75
- Kunsthaus Zug, Zug, 1987–90
- Postverteilzentrum, Sitten, 1990–97, mit Melchior Wyss

### Schriften
- Architekten: Skizzen zu einem Berufsbild. In: Schweizerische Bauzeitung. Band 90, Nr. 2, 1972, S. 23–34, doi:10.5169/seals-85089.
- Von Elementen und Zusammenhängen in der Architektur. In: Schweizer Ingenieur und Architekt. Band 97, Nr. 39, 1979, S. 770–777, doi:10.5169/seals-85544.
- Grundlegendes der Architektur. In: Werk, Bauen + Wohnen. Band 68, Nr. 7/8, 1981, S. 42–44, doi:10.5169/seals-51970.
- Persönliche Ortbestimmung. In: Werk, Bauen + Wohnen. Band 68, Nr. 7/8, 1981, S. 44–50, doi:10.5169/seals-51971.
- Wohltaten der Zeit und andere Essays über Architektur und die Arbeit des Architekten, Niggli, Niederteufen 1982, ISBN 3-7212-0146-9.
- Apprendre à einseigner l’architecture. EPF, Lausanne 1987.
- Corpus of the nomismata from Anastasius II to John I in Constantinople, 713-976. Structure of the issues, corpus of the finds, contribution to the iconographic and monetary history. Classical Numismatic Group, Lancaster, Penn., 2007. ISBN 0-9709268-7-1.
- Corpus of the Nomismata from Basil II to Eudocia 976 to 1067 and corpus from Anastasius II to John I with addenda 713 to 976. Classical Numismatic Group, Lancaster, Penn., 2014. ISBN 978-0-9898254-9-8.